# Таффанель, Поль
Поль Таффанель (фр. Paul Taffanel; 16 сентября 1844 года, Бордо — 22 ноября 1908 года, Париж) — французский флейтист и дирижёр, педагог.
Концертировал с десятилетнего возраста. Окончил Парижскую консерваторию (1860), ученик Луи Дорюса. В 1879 году основал ансамбль «Общество камерной музыки для духовых инструментов» (фр. Société de musique de chambre pour instruments à vent). В 1887 году вместе с гобоистом Жоржем Жилле и кларнетистом Шарлем Тюрбаном сопровождал Камиля Сен-Санса в его петербургских гастролях. В 1890 году начал карьеру дирижёра, в 1892—1901 годах возглавлял Оркестр концертного общества Парижской консерватории. Одновременно с 1893 года занял кафедру флейты в Парижской консерватории. Учебник Таффанеля, «Полный метод игры на флейте» (фр. Méthode complète de flûte), завершили после смерти учителя его ученики Луи Флёри и Филипп Гобер.
Таффанель был также композитором, и такие его произведения, как Большая фантазия, Фантазия на темы из оперы Вебера «Вольный стрелок», Квинтет для духовых, до сих пор входят в репертуар музыкантов-духовиков.
Был женат с 1874 года на Женевьеве Делиньер (1852—1940), учившейся игре на фортепиано у Сезара Франка; у них были сын и дочь (вторая дочь умерла на втором году жизни). Свояком Таффанеля был художник Жюль Лефевр.